# Grand Champ
Grand Champ es el quinto álbum del rapero DMX, lanzado en 2003. Grand Champ sus los singles más populares son "Where the Hood At?" y "Get it On The Floor". El álbum vendió 312 000 en su primera semana y debutó en el # 1 en el Billboard 200. 
En comparación con versiones anteriores del artista, esta fue la mayor virtud-realizador, en lograr una calificación de platino, a pesar de que fue # 1 en el Billboard 200, estuvo muy poco tiempo en este puesto.

## Sobre el disco
El álbum originalmente contenía una canción titulada "Ruled Out", un duro Diss para su antiguo colaborador y amigo, Ja Rule, sin embargo, Def Jam Records (que casualmente tiene los derechos de distribuidor para Murder Inc.) estaban muy disgustados por el tema e instó a su eliminación. En una versión anterior hubo otra disertación llamada "Fuck Y'all" fue considerado como el primer sencillo de The Great Depression, pero debido al evidente contenido explícito del título por sí solo, la canción tendría problemas importantes de ganar audiencia en la radio.
En la edición británica del álbum, el sencillo X Gon 'Give It to Ya de la película Cradle 2 the Grave se incluye como bonus track. 
"Grand Champ" también fue lanzado en una versión "editada" que sustituye parte de la violencia, el contenido de la mayoría de las drogas, y todas las blasfemias con efectos de sonido y en algunos casos, los espacios en blanco por completo dejando sólo la música. "Grand Champ" es la más censurada de todos los discos de DMX, como "Year of The Dog ... Again". Los censores de la versión explícita de las palabras "reloaded" y "slugs" en la pista, "Where The Hood At?". Sólo "slugs" es censurado en la versión editada. 
El título de "Grand Champ" es una referencia explícita a las calles de América, "Perro de pelea. El término "gran campeón" se refiere a un perro de lucha que ha ganado al menos cinco episodios sin pérdidas. 
Esta liberación fue el último álbum de DMX en Def Jam Recordings.

## Lista de canciones
| #  | Título                             | Productor (es)                                                   | Con la compañía de                                     | Duración |
| -- | ---------------------------------- | ---------------------------------------------------------------- | ------------------------------------------------------ | -------- |
| 1  | "Dog Intro"                        | Darold "Pop" Trotter                                             | Bashir Fadai                                           | 3:32     |
| 2  | "My Life"                          | Dart La                                                          | Chinky                                                 | 3:09     |
| 3  | "Where the Hood At?"               | Tuneheadz                                                        |                                                        | 4:46     |
| 4  | "Dogs Out"                         | Kanye West                                                       |                                                        | 4:03     |
| 5  | "Get It On The Floor"              | Swizz Beatz                                                      | Swizz Beatz                                            | 4:22     |
| 6  | "Come Prepared" (Skit)             | Jay "Icepick" Jackson, Joaquin "Waah" Dean                       |                                                        | 0:35     |
| 7  | "Shot Down"                        | Salaam Wreck                                                     | Styles P, 50 Cent                                      | 3:42     |
| 8  | "Bring The Noize"                  | Tuneheadz                                                        |                                                        | 3:30     |
| 9  | "Untouchable"                      | Tony Pizarro                                                     | Syleena Johnson, Cross, Infa-Red, Sheek Louch, Drag-On | 6:05     |
| 10 | "Fuck Y'all"                       | Ron Browz                                                        |                                                        | 3:43     |
| 11 | "Ruff Radio" (Skit)                | Jay "Icepick" Jackson, Joaquin "Waah" Dean                       |                                                        | 0:43     |
| 12 | "We're Back"                       | Tuneheadz                                                        | Eve, Jadakiss                                          | 4:25     |
| 13 | "Ruff Radio 2" (Skit)              | Jay "Icepick" Jackson, Joaquin "Waah" Dean                       |                                                        | 0:18     |
| 14 | "Rob All Night (If I'm Gonna Rob)" | Rockwilder                                                       |                                                        | 3:27     |
| 15 | "We Go Hard"                       | No I.D.                                                          | Cam'Ron                                                | 3:36     |
| 16 | "We 'Bout To Blow"                 | Dame Grease                                                      | Big Stan                                               | 3:31     |
| 17 | "The Rain"                         | DJ Scratch                                                       |                                                        | 3:27     |
| 18 | "Gotta Go" (Skit)                  | Jay "Icepick" Jackson, Joaquin "Waah" Dean                       |                                                        | 1:07     |
| 19 | "Don't Gotta Go Home" (Mix)        | Antoine "Bam" Macon, Ryan Bowser, Mr. Devine, Victor Flowers     | Monica                                                 | 4:17     |
| 20 | "A'Yo Kato"                        | Swizz Beatz                                                      | Magic, Val                                             | 3:46     |
| 21 | "Thank You"                        | DMX, Nemo, Ron H, Reggie Flowers, Gerald Flowers, Victor Flowers | Patti LaBelle                                          | 3:01     |
| 22 | "Prayer V"                         | DMX                                                              |                                                        | 1:47     |
| 23 | "On Top" (Bonus Track)             | Mac G                                                            | Big Stan                                               | 3:34     |

## Samples
- "Where The Hood At" contiene el sample de "Young, Gifted & Black" interpretada por Big Daddy Kane
- "We Go Hard" contiene el sample de "Didn't I Fool You" interpretada por Ruby Andrews
- "The Rain" contiene el sample de "Will She Meet The Train In The Rain" interpretada por Greg Perry.

## Posicionamiento
| Listas (2003)                     | Posición |
| --------------------------------- | -------- |
| Australian Albums Chart           | 32       |
| Austrian Albums Chart             | 20       |
| Belgium Albums Chart              | 38       |
| Canada Albums Chart               | 2        |
| French Albums Chart               | 16       |
| German Albums Chart               | 6        |
| Netherlands Albums Chart          | 28       |
| New Zealand Albums Chart          | 7        |
| Swedish Albums Chart              | 42       |
| Swiss Albums Chart                | 10       |
| UK Albums Chart                   | 6        |
| U.S. Billboard 200                | 1        |
| U.S. Billboard R&B/Hip-Hop Albums | 1        |